# 1901年ウィンブルドン選手権
1901年 ウィンブルドン選手権（1901ねんウィンブルドンせんしゅけん、The Championships, Wimbledon 1901）に関する記事。イギリス・ロンドン郊外にある「オールイングランド・ローンテニス・アンド・クローケー・クラブ」にて開催。

## 大会の流れ
- 男子シングルスは1878年、女子シングルスは1886年から「チャレンジ・ラウンド」（Challenge Round, 挑戦者決定戦）と「オールカマーズ・ファイナル」（All-Comers Final）方式で優勝を決定していた。大会前年度優勝者を除く選手は「チャレンジ・ラウンド」に出場し、前年度優勝者への挑戦権を争う。前年度優勝者は、無条件で「オールカマーズ・ファイナル」に出場できる。チャレンジ・ラウンドの勝者と前年度優勝者による「オールカマーズ・ファイナル」で、当年度の選手権優勝者を決定した。
- 初期のウィンブルドン選手権のように、外国人出場者が少なかった時期は、地元イギリス人選手の国旗表示を省略する。
- 女子ダブルスと混合ダブルスは、最初は「選手権公認外競技」（Non-Championship Event）として扱われた。これは公式競技ではないため、ウィンブルドン選手権の優勝記録表には含まれていないが、日本語版の本記事では女子ダブルスと混合ダブルスの「選手権公認外競技」の結果も記載する。

## 大会前年度優勝者
- 男子シングルス：レジナルド・ドハティー
- 女子シングルス：ブランチ・ビングリー・ヒルヤード
- 男子ダブルス：レジナルド・ドハティー＆ローレンス・ドハティー

## 男子シングルス

### チャレンジラウンド
準々決勝
- ハロルド・マホニー vs. ロバート・マクネアー　6-4, 6-3, 3-6, 6-3
- チャールズ・ディクソン vs. ジョージ・シモンド　6-4, 7-5, 1-6, 6-3
- ハーバート・ローパー・バレット vs. シドニー・スミス　7-5, 6-4, 8-6
- アーサー・ゴア vs. ジョージ・ヒルヤード　6-1, 2-6, 4-6, 8-6, 6-2

準決勝
- チャールズ・ディクソン vs.  ハロルド・マホニー　6-3, 6-4, 11-9
- アーサー・ゴア vs. ハーバート・ローパー・バレット　8-6, 6-1, 7-5

決勝
- アーサー・ゴア vs. チャールズ・ディクソン　6-4, 6-0, 6-3

### オールカマーズ決勝
- アーサー・ゴア vs. レジナルド・ドハティー　4-6, 7-5, 6-4, 6-4　（ゴアが本大会の優勝者になる）

## 女子シングルス

### チャレンジラウンド
準々決勝
- ルイーズ・マーチン vs. エディット・グレビル　4-6, 6-3, 6-4
- アグネス・モートン vs. アリス・シンプソン・ピカリング　6-3, 7-5
- シャーロット・クーパー・ステリー vs. ミュリエル・ロブ　6-0, 6-0
- アダムズ vs. ヒューズ・ディース　6-1, 6-0

準決勝
- ルイーズ・マーチン vs. アグネス・モートン　7-5, 6-2
- シャーロット・クーパー・ステリー vs. アダムズ　6-1, 6-1

決勝
- シャーロット・クーパー・ステリー vs. ルイーズ・マーチン　6-3, 6-4

### オールカマーズ決勝
- シャーロット・クーパー・ステリー vs. ブランチ・ビングリー・ヒルヤード　6-2, 6-2　（クーパー・ステリーが本大会の優勝者になる）

## 決勝戦の結果
男子シングルス
- アーサー・ゴア vs. レジナルド・ドハティー　4-6, 7-5, 6-4, 6-4　［オールカマーズ決勝］

女子シングルス
- シャーロット・クーパー・ステリー vs. ブランチ・ビングリー・ヒルヤード　6-2, 6-2　［オールカマーズ決勝］

男子ダブルス
- レジナルド・ドハティー＆ローレンス・ドハティー vs.  ドワイト・デービス＆ ホルコム・ウォード　4-6, 6-2, 6-3, 9-7　［オールカマーズ決勝］

女子ダブルス
- シャーロット・クーパー・ステリー＆ブランチ・ビングリー・ヒルヤード vs. アダムズ＆アリス・シンプソン・ピカリング　6-3, 6-0　［選手権公認外競技］

混合ダブルス
- ローレンス・ドハティー＆シャーロット・クーパー・ステリー vs. ウィルバーフォース・イーブズ＆ルース・ダーラッチャー　6-2, 6-3　［選手権公認外競技］